# Сё Тэй
Сё Тэй (яп. 尚貞 Сё: Тэй), 1645—1709 — 11-й ван государства Рюкю (1669—1709). Был вторым сыном вана Сё Сицу и занял трон после смерти отца. Сё Тэй был первым монархом который получил конфуцианское образование. Сё Тэй был монархом в то время, когда японский бакуфу (сёгун) начал обращать внимание на торговлю китайскими товарами, проходящими через острова, в период сакоку (когда никакой связи между Японией и внешним миром не было внешней политикой).
Сёгун Токугава Цунаёси вместо того, чтобы наказать правительство Рюкю, потребовал подробные отчеты о торговле в 1685 году. В следующем году торговля была ограничена до 2000 рё на каждый срок и была продана только на рынках, которые не конкурировали с голландским анклавом в Нагасаки. Результатом такой торговли стал экономический кризис в Рюкю.
Сё Тэй является первым монархом Рюкю, которому дано имя бога в официальных историях, из-за меняющегося положения (менее божества, скорее конфуцианского мудреца). Он был похоронен в королевском мавзолее Тамаудун в замке Сюри.

## Внешняя политика
По традиций Рюкю имел вассальные отношение с Цин и сёгунатом Токугава. 1683 году из Цин прибыл китайский посол Ван Цзи и провел ритуал инвеституры от имени императора Канси. 1671, 1682 годах отправляет своё посольство в сёгунат Токугава.